# Prêmio Lo Nuestro para Álbum do Ano
O Prêmio Lo Nuestro de Álbum do Ano é uma das categorias dos Prêmios Lo Nuestro apresentados anualmente pela emissora televisiva estadunidense Univision. O prêmio é concedido a artistas musicais em reconhecimento pela excelência sonora de seus respectivos álbuns musicais lançados ao longo do ano anterior à cerimônia, sendo uma das seis "Categorias Gerais" da premiação. Os indicados e vencedores são previamente selecionados através de votação entre estações de rádio de língua espanhola nos Estados Unidos e também com base no desempenho nas paradas musicais latinas da Billboard.
Ao longo de sua história, os Prêmios Lo Nuestro originalmente sempre premiavam álbuns por gênero musical específico e sem nenhuma categoria geral. A categoria "Álbum do Ano" têm sido apresentada pela Univision desde 2016, com exceção de 2018 e 2019. O cantor mexicano Gerardo Ortíz foi o primeiro vencedor da categoria pelo seu álbum de estúdio Hoy Más Fuerte, seguido pela dupla cubana Gente de Zona em 2017. O rapper porto-riquenho Bad Bunny é o artista mais recorrente da categoria, totalizando 4 vitórias.

## Vencedores e indicados
| Ano  | Vencedor             | Obra                     | Indicados | Ref.   |
| ---- | -------------------- | ------------------------ | --- | ------ |

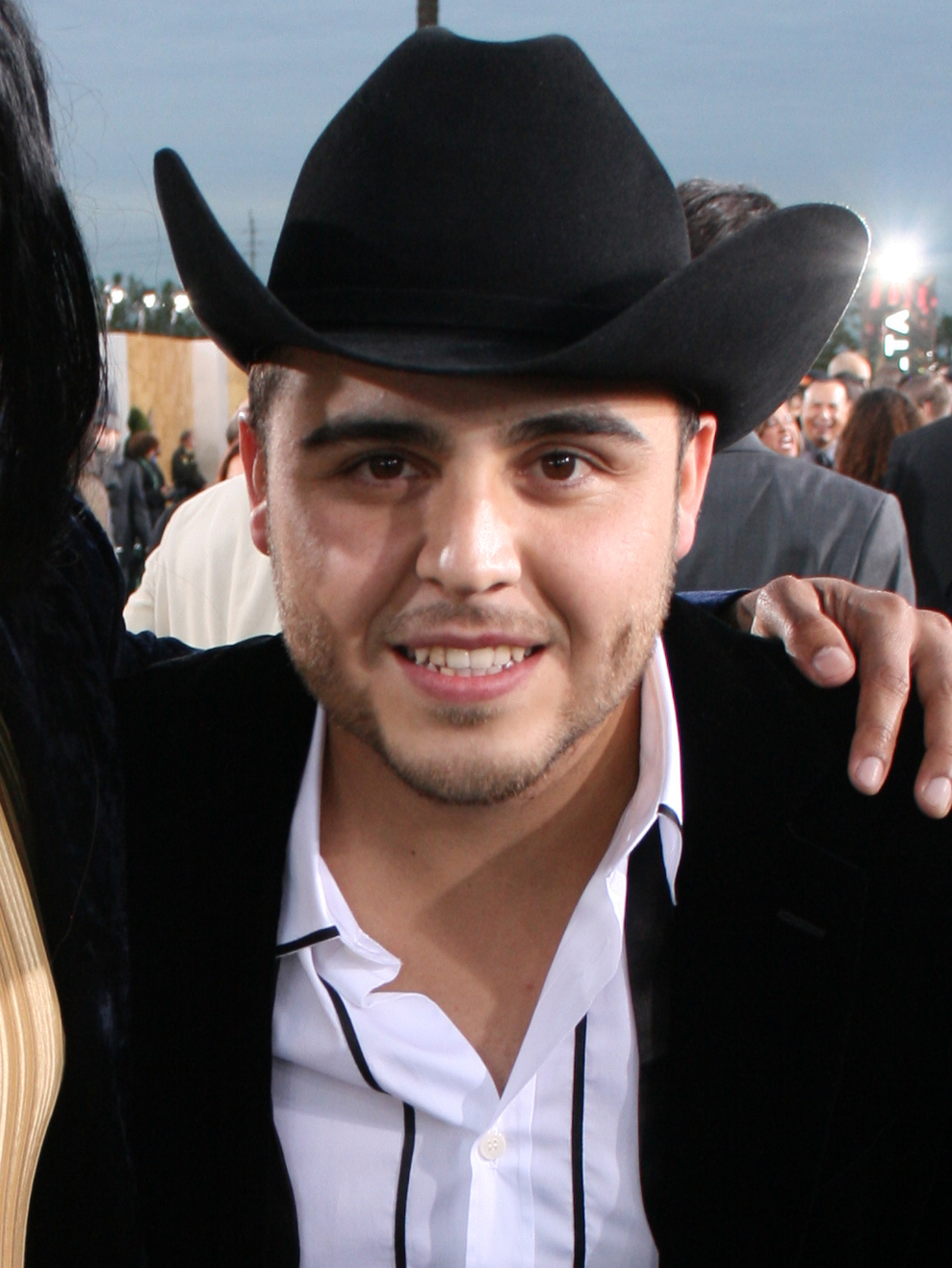
Gerardo Ortíz foi o primeiro vencedor da categoria, em 2016.

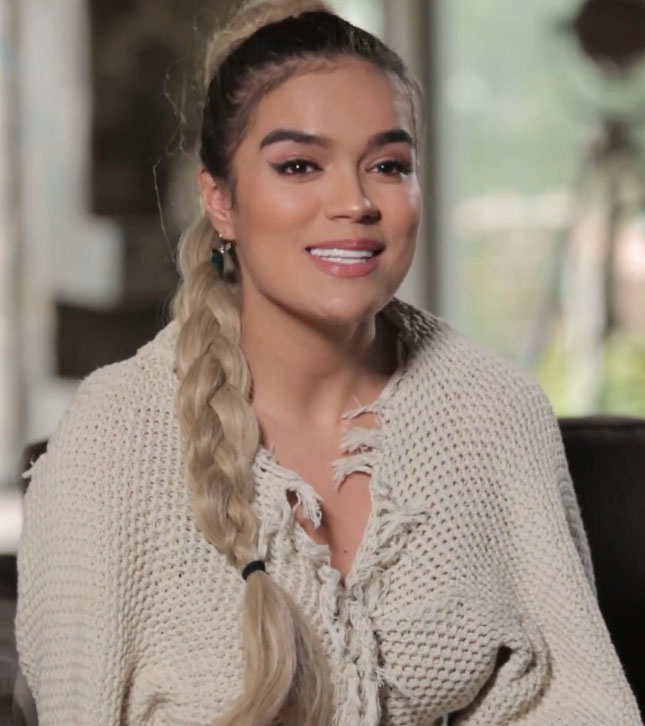
Karol G, indicada à categoria em 2020 e 2022.

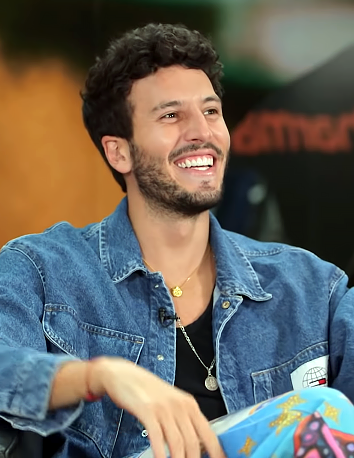
Sebastián Yatra, indicado à categoria em 2020 e 2023.

| 2016 | Gerardo Ortíz        | Hoy Más Fuerte           | - Los Dúo (Deluxe Edition) – Juan Gabriel - Todo Tiene Su Hora – Juan Luis Guerra - Love & Sex – Plan B | [ 7 ]  |
| 2017 | Gente de Zona        | Visualízate              | - Visionary – Farruko - Amor Supremo – Carla Morrison - Recuerden Mi Estilo – Los Plebes del Rancho de Ariel Camacho | [ 8 ]  |
| 2020 | J Balvin e Bad Bunny | Oasis                    | - 11:11 – Maluma - Ahora – Christian Nodal - Ahora – Reik - Fantasía – Sebastián Yatra - Homerun – Paulo Londra - Ocean – Karol G - Opus – Marc Anthony - Simplemente Gracias – Calibre 50 - Utopía – Romeo Santos                                                                                              | [ 9 ]  |
| 2021 | Bad Bunny            | YHLQMDLG                 | - Alter Ego – Prince Royce - AYAYAY! – Christian Nodal - Colores – J Balvin - De Buenos Aires Para el Mundo – Los Ángeles Azules - Guárdame Esta Noche – El Fantasma - Hecho en México – Alejandro Fernández - Más Caro Que Ayer – Gerardo Ortíz - Más futuro que pasado – Juanes - Papi Juancho – Maluma       | [ 10 ] |
| 2022 | Bad Bunny            | El último tour del mundo | - Entre Mar y Palmeras – Juan Luis Guerra - Esta Vida Es Muy Bonita – Banda El Recodo de Cruz Lizárraga - Jose – J Balvin - KG0516 – Karol G - Leyendas – Carlos Rivera - Mexicana Enamorada – Ángela Aguilar - Mis Manos – Camilo - Utopía: Live From Metlife Stadium – Romeo Santos - Vamos Bien – Calibre 50 | [ 11 ] |
| 2023 | Bad Bunny            | Un verano sin ti         | - Cumbiana II – Carlos Vives - De adentro pa afuera – Camilo - Dharma – Sebastián Yatra - Esquemas – Becky G - Forajido EP1 – Christian Nodal - Legendaddy – Daddy Yankee - Me Siento a Todo Dar – Banda Los Recoditos - Motomami – Rosalía - Pa'llá voy – Marc Anthony                                         | [ 12 ] |